# Echinopsis ×imperialis
Echinopsis ×imperialis ist eine Arthybride aus der Gattung Echinopsis in der Familie der Kakteengewächse (Cactaceae). Sie ist eine Gartenhybride die vermutlich auf eine Kreuzung von Echinopsis eyriesii mit einer säulenförmigen Art der Gattung zurückgeht. Das Artepitheton imperialis stammt aus dem Lateinischen und bedeutet ‚kaiserlich‘.

## Beschreibung
Echinopsis ×imperialis wächst säulenförmig und ist nicht verzweigt. Die matt dunkelgrünen Triebe weisen Durchmesser von 9 bis 12 Zentimetern auf und erreichen eine Wuchshöhe von 60 bis 80 Zentimeter. Es sind etwa 16 senkrechte Rippen vorhanden, die tief flügelartig und etwas gekerbt sind. Aus den Areolen entspringen fünf bis acht graue bis graubraune oder hornbraune Dornen. Die Dornen sind 1 bis 1,5 Zentimeter lang. Gelegentlich ist einer von ihnen kräftiger und weist eine Länge von bis zu 3 Zentimeter auf.
Die weißlich rosafarbenen Blüten erscheinen an den oberen Teilen der Triebe. Sie erreichen eine Länge von etwa 11 Zentimeter und weisen einen Durchmesser von 5 Zentimeter auf.

## Verbreitung und Systematik
Echinopsis ×imperialis ist nur in Kultur bekannt.
Die Erstbeschreibung durch Robert W. Poindexter wurde 1935 veröffentlicht.

## Nachweise